# Cercomacra ferdinandi
A Cercomacra ferdinandi a madarak osztályának verébalakúak (Passeriformes) rendjébe és a hangyászmadárfélék (Thamnophilidae) családjába tartozó faj.

## Rendszerezése
A fajt Emilie Snethlage brazíliai ornitológus írta le 1928-ban.

## Előfordulása
Brazília területén honos. A természetes élőhelye a szubtrópusi vagy trópusi síkvidéki esőerdők és cserjések, valamint víz közeli területek. Állandó, nem vonuló faj.

## Megjelenése
Testhossza 16 centiméter, testtömege 15 gramm.

## Külső hivatkozások
- Képek az interneten a fajról
- Xeno-canto.org - a faj hangja és elterjedési területe